# Ninfeu de Alexandre
Ninfeu de Alexandre (em latim: Nymphaeum divi Alexandri; em italiano:  Ninfeo di Alessandro), um monumento mais conhecido como Troféu de Mário, é uma fonte da Roma Antiga cujos restos se conservam no ângulo setentrional da piazza Vittorio Emanuele II, no rione Esquilino.

## História e descrição
Este monumento ficava originalmente no cruzamento da via Tiburtina (ou via Collatina) com a via Labicana, o que resultou em sua forma trapezoidal.
O edifício em si é uma fonte monumental (ninfeu) que funciona também como terminal (em latim: "munus") e de tanque de distribuição de água (em latim: "castellum aquae"). Foi construído no final de uma ramificação do aqueduto que chegava na Porta Tiburtina (Porta San Lorenzo) e seguia para o Esquilino. As arcadas desta ramificação, ainda visíveis entre a piazza Pepe e a via Turati, só podem ser parte, por questões altimétricas ou da Água Cláudia ou do Ânio Novo.
Desta fonte são provenientes duas esculturas de troféus que, a partir da Idade Média, emprestaram-lhe o nome tradicional de "Troféu de Mário", e que, a partir de 1590, foram instaladas no alto da balaustrada  da Cordonata que leva ao Capitólio. As esculturas, erroneamente entendidas como encomendadas por Caio Mário para comemorar sua vitória sobre os cimbros e teutões, são, ao invés disso, da época do imperador romano Domiciano e foram instaladas ali depois de uma vitoriosa campanha contra os catos e os dácios em 89.
A estrutura monumental (com um volume de cerca de 4 000 m3 e uma base com 25 metros de largura) ocupa a parte mais alta do Esquilino e é toda em opus latericium originalmente revestida em mármore, como indicam os numerosos espaços para grampos distribuídos por toda a fachada. Está divido em três níveis, diversos ambientes e canalizações ainda visíveis. A água chegava pelo lado direito da parte traseira do terceiro piso da estrutura, na considerável altura de 9,85 metros. Depois de cair num enorme semicírculo central, ela se dividia em duas partes e era levada por cinco canais revestidos em opus signinum até um tanque, que não existe mais, na frente da fonte. De lá, através de um sistema de tubulações no interior do monumento, a água caía num segundo tanque, também revestido em opus signinum, articulado em nichos alternadamente retangulares e semicirculares. Um terceiro tanque, parcialmente conservado, recolhia novamente a água no piso inferior para o aprovisionamento da zona altimetricamente mais baixa da cidade.
Único sobrevivente de quinze fontes terminais da Roma Antiga, o Ninfeu de Alexandre, por seu tamanho e efeito cenográfico, pode ser considerado o precursor e o modelo das grandes fontes terminais do Renascimento tardio e do Barroco, como a Fontana di Trevi e  a Fontana dell'Acqua Paola al Gianicolo). Por este motivo, já atraía a atenção dos estudiosos no século XVI (como Étienne Dupérac, Giovanni Sallustio Peruzzi e Pirro Ligorio), que propuseram reconstruções fantasiosas, até que, em 1761, Piranesi lhe dedicou uma monografia com numerosas gravuras que ilustram fielmente o estado de conservação das ruínas.

## Período moderno

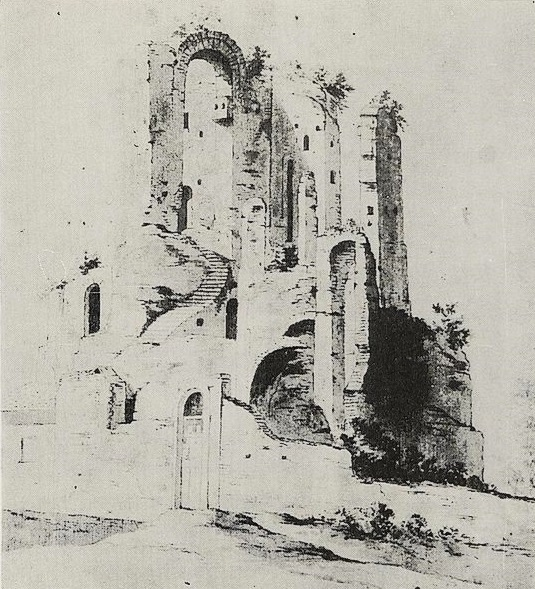
Desenho de Bartholomeus Breenbergh (c. 1620), atualmente no Museu Nacional de Varsóvia, na Polônia.

Outros estudos que visavam uma reconstituição fiel se devem a Antoine-Martin Garnaud, que, em 1821, realizou uma sugestiva série de aquarelas documentando as escavações conduzidas no local pela Accademia di Francia. Estas, que visavam sistematizar o ângulo setentrional da piazza Vittorio Emanuele II, foram seguidas de uma importante restauração da estrutura, cujas fundações expostas por Rodolfo Lanciani entre 1878 e 1885. 
Numa primeira versão do projeto, o monumento ficaria no centro de uma nova praça, dedicada aos "fundadores da pátria", sublinhando sua função de cruzamento monumental entre duas importas vias. Prevaleceram, contudo, os interesses da companhia fundiária e as ruínas, para serem salvas da demolição (destino de muitos outros monumentos na área, como a Casa Tonda), foram reduzidas a um mero ornamento periférico e relegado a um ângulo da praça, principalmente para não sacrificar o desenvolvimento das áreas edificáveis naquele setor do chamado "Nuovo Quartiere Esquilino". Ainda assim, por ocasião da restauração de Lanciani, foram expropriadas e demolidas algumas residências privadas do século XVII que estavam apoiadas na estrutura.
Entre 1982 e 1988, foram realizadas novas obras de restauração no monumento e uma nova escavação arqueológica. Nesta ocasião foram recuperados restos em opus reticulatum da era augustana, possivelmente de uma fonte anterior sobre a qual se construiu a estrutura atual, em opus latericum, visível atualmente, do século III.

Apenas algumas representações precárias em moedas nos permitem identificar como seria o aspecto original do monumento, que era decorado com muitas estátuas. No piso superior havia um nicho central com duas (provavelmente de Alexandre Severo e sua mãe, Julia Mamea), enquanto que os arcos laterais abrigavam os dois troféus militares. Coroando o edifício havia um ático encimado por uma quadriga central e duas estátuas laterais, um modelo bem conhecido de outros arcos triunfais romanos.
Além disso, abaixo dos nichos, no piso inferior, estava uma grande estátua do deus Oceano.